# Сражение при Глендейле
Сражение при Глендейле (The Battle of Glendale), также известное как сражение у Фрезерс-Фарм, Нельсонс-Фарм, Чарльз-Сити-Кроссроудс, Нью-Маркет-Роуд или Ридделс-Шоп, произошло 30 июня 1862 года на территории округа Энрико, штат Вирджиния, на шестой день Семидневной битвы, во время гражданской войны в США. В этом сражении у генерала Ли в первый и последний раз возникла возможность окружить и уничтожить Потомакскую армию и тем самым, возможно, выиграть войну, однако эта возможность не была реализована.

## Предыстория
Семидневная битва началась небольшой атакой федеральной армии при Оак-Гроув 25 июня 1862 года, но северяне быстро потеряли инициативу, и генерал Ли 26 июня начал серию атак при Бивердем-Крик, Геинс-Милл, Голдингс-Фарм и у Саваж-Стейшен. Потомакская армия постепенно отступала к своей базе в Харрисонс-Лендинг на реке Джеймс. После сражения при Гэинс-Милл генерал Макклеллан покинул армию, не оставив инструкцию о путях отступления и не оставив заместителя. V корпус Портера (без дивизии Джорджа Маккола) шёл на юг, чтобы занять высоту Малверн-Хилл, остальные же корпуса отступали сами по себе. В полдень 30 июня последние подразделения Потомакской армии перешли болото Уайт-Оак-Свемп, а примерно треть армии достигла реки Джеймс. Основная часть армии была растянута между Уайт-Оак и Глендейлом. Поселок Глендейл находился на пересечении Чарльз-Сити-Роуд и Квакер-Роуд; последняя вела на юг к Малверн-Хилл. Изучив с утра пути отступления, генерал Макклеллан отправился на юг и переместился на борт броненосца USS Galena.
В этой обстановке Ли приказал Северовирджинской армии атаковать противника, который был дезорганизован плохими дорогами, лишен единого командования и лишен единой линии обороны. Томасу Джексону было приказано давить на арьергарды противника (части VI корпуса) у переправы Уайт-Оак, в то время как остальная часть армии Ли, примерно 45 000 человек, должна была атаковать центр линии противника и разорвать её надвое. По плану, дивизия Хьюджера должна была пройти 5 километров и атаковать первой, при поддержке дивизий Лонгстрита и Эмброуза Хилла. Дивизия Холмса должна была беспокоить огнём противника возле Малверн-Хилл.

## Сражение
Рано утром, ещё до рассвета, Ли нашёл Джексона и подробно объяснил ему планы предстоящего сражения. Затем он направился на юг и нашёл дивизии Лонгстрита и Хилла. Так как Лонгстрит отсутствовал, Ли временно поручил Хиллу командовать обеими дивизиями. Хилл построил две дивизии для атаки в восточном направлении, по Лонгбридж-Роуд в сторону Риддел-Фарм. Впереди стояла дивизия Лонгстрита, позади в качестве резерва — «Лёгкая дивизия» самого Хилла. Вскоре прибыл Лонгстрит и лично принял командование. Ли ждал сообщений от других командиров: Джексон молчал, а Хьюджер сообщал о препятствиях на его марше.
Хьюджеру необходимо было пройти всего 3 мили, но он прошел всего только одну, имея в авангарде бригаду Махоуна. Он сильно опасался атак с севера, поэтому выдвинул бригаду Эмброуза Райта для прикрытия своего левого фланга. Затем выяснилось, что дрога на его пути перекрыта поваленными деревьями и тогда Хьюджер, вместо того, чтобы оставить артиллерию, и прорываться налегке, приказал прорубить в лесу другую дорогу. «В этой неравной борьбе между дорогостроением и дорогоразрушением прошла основная часть дня», писал по этому поводу Дуглас Фриман. В итоге он не смог выйти к левому флангу Лонстрита и начать атаку.
В 14:30 генерал Ли неожиданно обнаружил на позиции президента Дэвиса. Он посоветовал ему покинуть поле боя, а затем прибыл генерал Хилл и велел удалиться им обоим.
К 17:00 так и не поступило известий о Джексоне и Хьюджере, и Ли решил атаковать. Ему очень не хотелось двумя лишь дивизиями атаковать противника неизвестной численности, но в случае дальнейшего промедления противник мог успеть уйти.

### Атака Лонгстрита

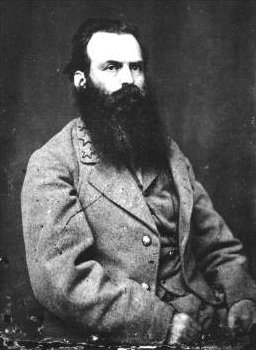
Генерал Джеймс Кемпер

На момент начала атаки крайне правой бригадой атакующей линии была бригада Брэнча. Левее стояла вирджинская бригада Джеймса Кемпера, ещё левее бригада Ричарда Андерсона, которой в тот момент командовал Мика Дженкинс (сам Андерсон временно командовал дивизией Лонгстрита). Левее, прямо на Лонгбридж-Роуд, стояла бригада Кадмуса Уилкокса, а за ним, на крайне левом фланге, находилась бригада Фетерстона. Позади Уилкокса стояла бригада Роджера Приора, а в тылу Уилкокса и Дженкинса находилась дивизия Пикетта, которой в тот день командовал Эппа Хантон.
Вирджинцы Кемпера за всю войну так и не успели побывать в серьёзном бою, поэтому с азартом бросились в атаку. Отбросив стрелковую цепь, они решили, что вышли к главным позициям противника и, не дожидаясь приказов, бросились вперед ускоренным шагом. Они вышли на небольшое поле, где обнаружили бревенчатый дом (Уитлок-Хаус), окруженный баррикадами, а левее дома — две батареи, каждая из четырёх орудий. Несмотря на сильный огонь, вирджинцы бросились на штурм, выбили северян из бревенчатого дома и захватили шесть орудий из восьми. После этого обнаружилось, что бригады справа и слева сильно отстали и бригада находится под огнём с трех сторон. Вышло так, что бригада Брэнча не имела проводника и задержалась, не очень понимая направление атаки, а бригада Дженкинса начала атаку вовремя, но по необъяснимой причине продвинулась вперед весьма незначительно.
Кадмус Уилкокс не до конца понял приказы на этот день, поэтому начал атаку только в 15:40. Его алабамская бригада пошла вперед, обнаружила противника на окраине поля и яростной атакой выбила его с позиций, захватив на левом фланге артиллерийскую батарею лейтенанта Рэндолла, а на правом — батарею капитана Джеймса Купера. Северяне предприняли несколько контратак и под конец измотанные боем алабамцы были вынуждены отступить. Орудия Купера остались на поле ввиду отсутствия лошадей.
Бригада Роджера Приора наступала левее Уилкокса, но её задержали густые заросли, так что он встретился с противником уже после того, как алабамцы Уилкокса начали отход. Опасаясь за свой фланг, Приор запросил помощи у Фетерстона, который подошел и встал левее.
Приближался закат, а ситуация выглядела угрожающе. Южанам удалось нейтрализовать батареи противника на весьма широком фронте, однако они понесли серьёзные потери и не были способны на прорыв. Более того, противник понемногу обходил фланги и атакующая дивизия рисковала попасть в окружение. Ввиду такой ситуации Лонгстрит решил вести в дело дивизию Эмброуза Хилла.

### Атака Лёгкой дивизии Хилла

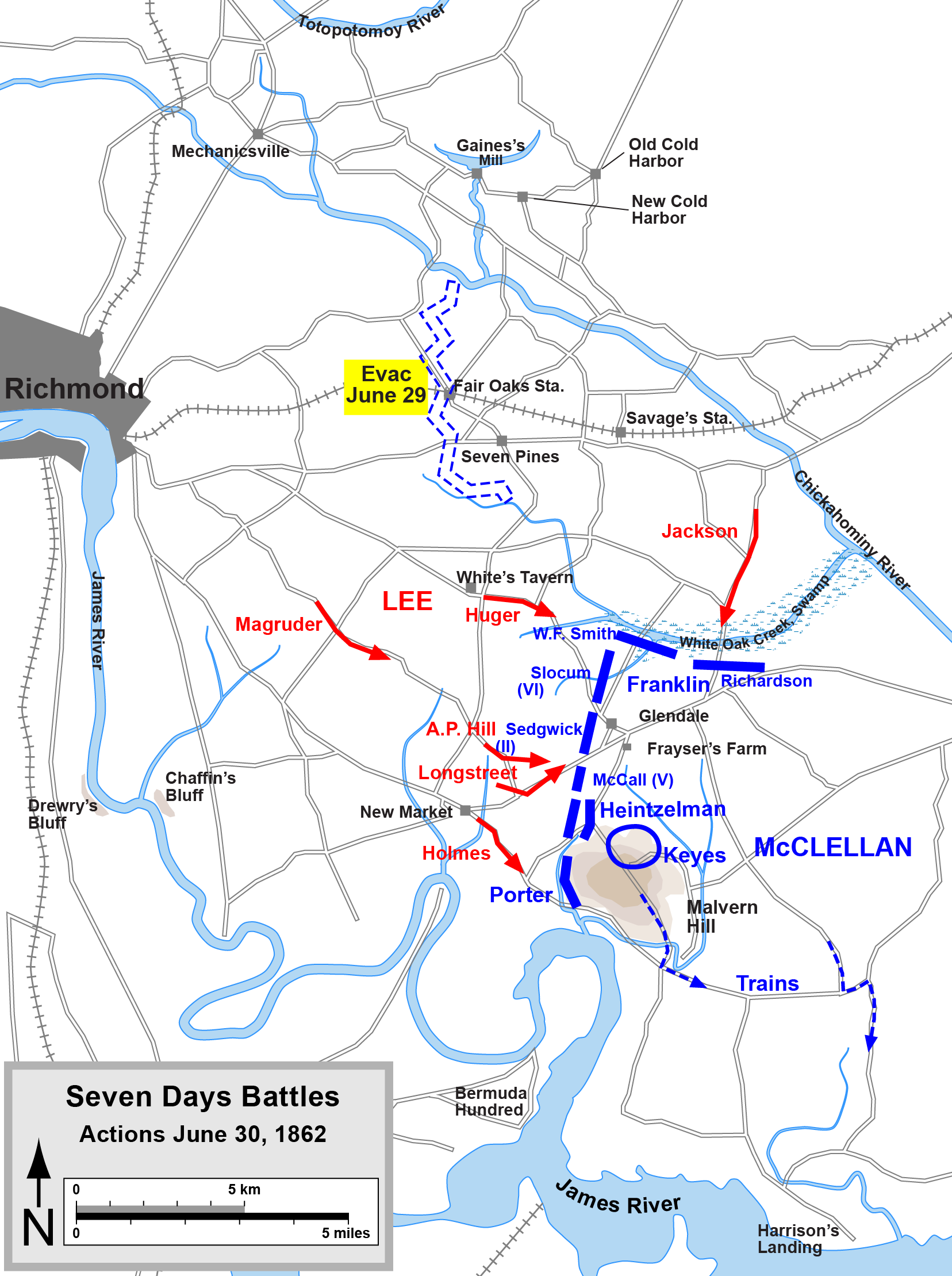
Сражение при Глендейле

Хилл направил бригады Пикетта и Джеймса Арчера на помощь Кемперу и Брэнчу, а бригаду Чарльза Филда (с бригадой Дурси Пендера во второй линии) — на помощь Уилкоксу. Бригаду Джозефа Андерсона генерал Хилл придержал в качестве последнего резерва.
Бригада Пикетта (ей теперь командовал полковник Стрендж) прошла сквозь ряды бригады Кемпера и включилась в бой; вирджинская же бригада Филда разделилась: 56-й и 60-й вирджинские полки шли правее Лонгбридж-Роуд, а 40-й и 47-й шли левее.
Они не стали открывать огонь, а двинулись вперед с примкнутыми штыками, в виде наступающей стены холодной, смертоносной стали, более похожие, наверное, на неудержимую греческую фалангу Александра, весьма далёкие от общепринятой тактики Гражданской войны.
Первые два вышли к брошенной батарее Купера, а вторые два вышли к брошенной батарее Рэндола. Рота «К» 47-го полка была изначально набрана в качестве артиллеристов, так что солдаты быстро задействовали против противника захваченные «Наполеоны» Рэндола, а с наступлением темноты вывезли их в тыл вместе с боеприпасами.
Бригада при этом попала в опасное положение на правом фланге, но подошла бригада Пендера и отбросила противника. Пендеру удалось при этом соединиться правым флангом с бригадой Арчера. Близилась темнота, а перелом в сражении так и не наступил, и тогда Хилл бросил в бой бригаду Джозефа Андерсона, велев ему кричать как можно громче. «Противник получал подкрепления и, казалось, чудовищное усилие надо было сделать, чтобы вернуть удачу», писал Хилл. Андерсон развернул бригаду широким фронтом и его люди бросились вперед сквозь наступающий сумрак. Расчёт оказался верен: федералы решили, что это подошли крупные свежие резервы, и дрогнули. Генерал Андерсон получил лёгкое ранение лица.
В этот момент наступила почти полная темнота и сражение затихло. Только артиллерия вела перестрелку до 21:00. Уже после затишья по недоразумению попал в плен федеральный генерал Джордж Маккол. Он искал в темноте какие-нибудь дополнительные части и случайно наткнулся на вирджинцев 47-го полка из бригады Филда. Его доставили к генералу Лонгстриту, а затем направили в Ричмонд.
Только федеральная дивизия Филипа Карни сумела удержать свою исходную позицию, выдержав атаку южнокаролинцев Макси Грегга. «Ни один из моих людей не отступил!» — заявил Керни впоследствии. Ему успел помочь 61-й нью-йоркский полк Фрэнсиса Бэрлоу, который стоял на севере и, ввиду бездействия Джексона, получил возможность сменить позицию и отправиться на юг.
Ли так и не успел ввести в бой отряд Магрудера. Тот имел под рукой три полные дивизии (27 полков, 14 000 человек) при 16-ти батареях, но так и не возникла возможность ввести их в дело.

## Последствия
Дуглас Фриман так оценивал результаты сражения при Глендейле:
Как бы то ни было, Фрейзерс-Фарм стало одним из крупнейших упущенных шансов в военной истории Конфедерации. Это было самое горькое разочарование, которое Ли когда-либо переживал. Часто впоследствии он находил слабые места в линиях своих врагов, или просчеты в их планах, но никогда более он не имел дела с противником, отступающим по всему фронту. Победы впоследствии случались, но последующие два года ни разу не представилась возможность окружения армии противника. Только в этот единственный день он мог организовать Канны, и армия оказалась к этому не готова. 